# Zellerndorf
Zellerndorf osztrák mezőváros Alsó-Ausztria Hollabrunni járásában. 2022 januárjában 2405 lakosa volt. 

## Elhelyezkedése

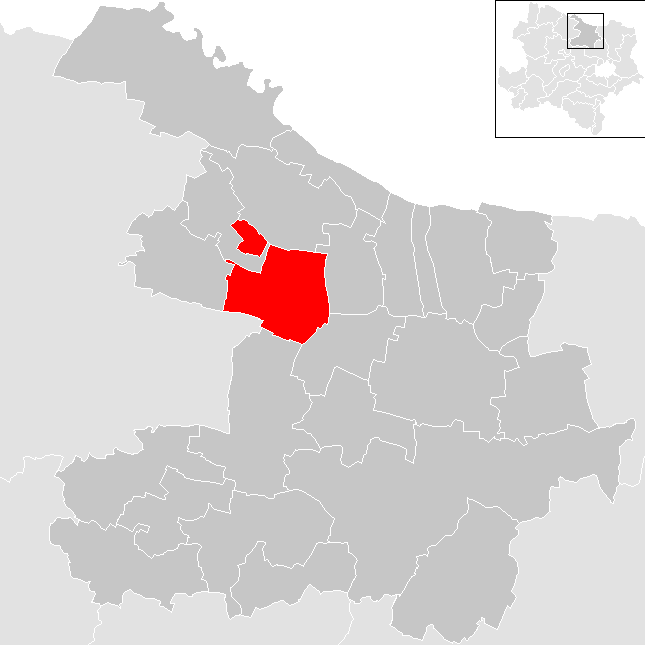
Zellerndorf a Hollabrunni járásban

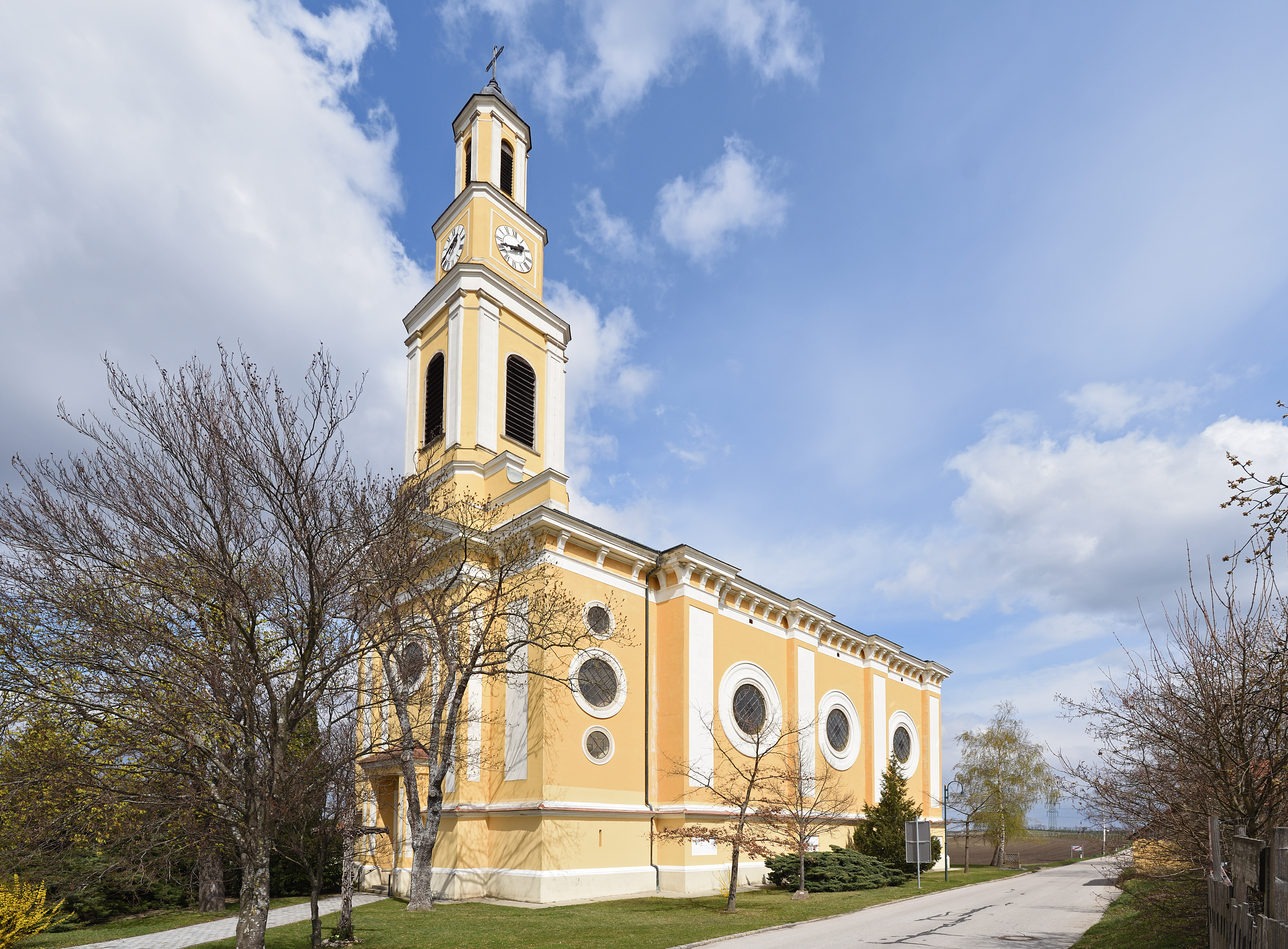
A platti Szt. Ulrik-plébániatemplom

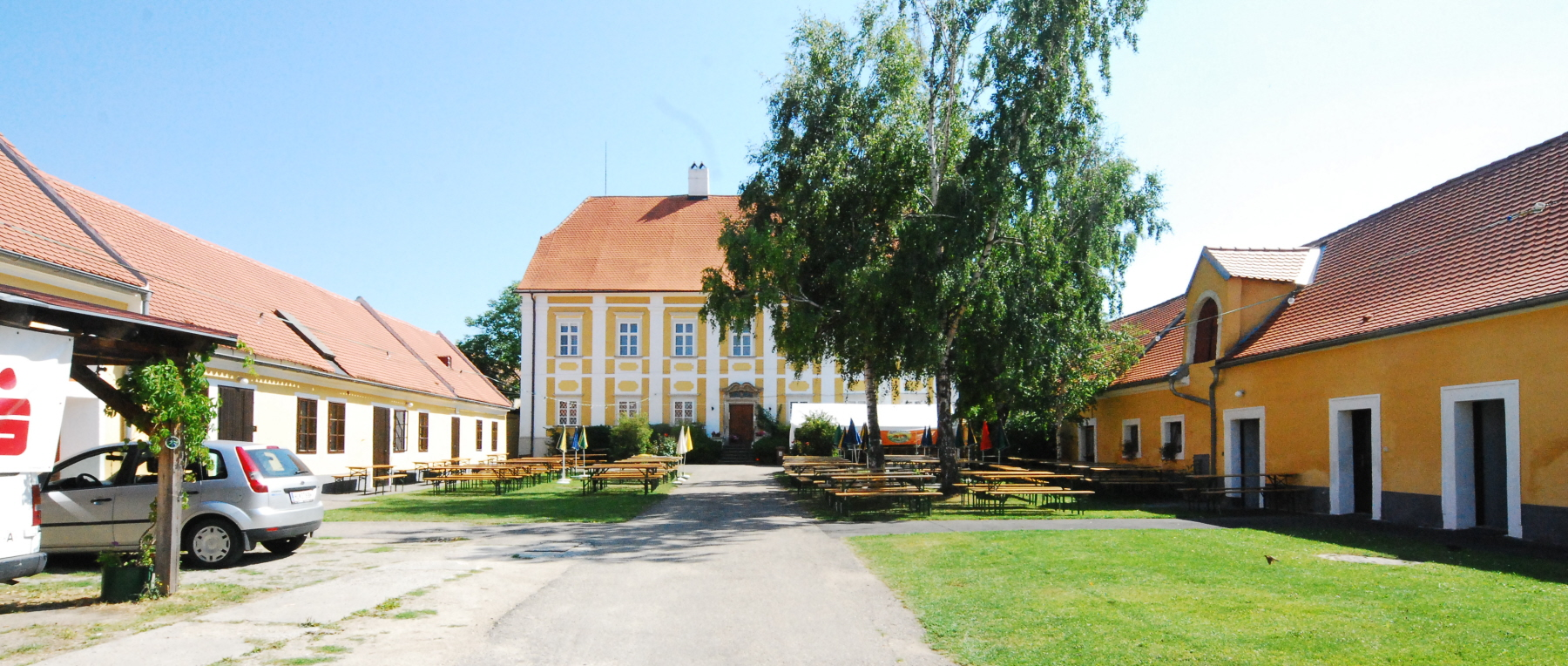
A zellerndorfi barokk plébánia

Zellerndorf a tartomány Weinviertel régiójában fekszik, a Pulkau folyó mentén. Területének 1,7%-a erdő, 20,4% szőlő, 67,9% áll egyéb mezőgazdasági művelés alatt. Az önkormányzat 6 települést egyesít: Deinzendorf (173 fő 2022-ben), Dietmannsdorf (116), Pillersdorf (97), Platt (441), Watzelsdorf (442) és Zellerndorf (1136).
A környező önkormányzatok: nyugatra Pulkau, északnyugatra Schrattenthal, északra Retz, keletre Pernersdorf, délkeletre Guntersdorf, délre Sitzendorf an der Schmida, délnyugatra Röschitz.

## Története
Zellerndorfot valószínűleg a 9. században alapították. Neve a szláv Cel vagy Szedl személynévből származik. Írásban először 1149-ben említik, mikor Warmund von Eggendorf itteni birtokait a göttweigi apátságnak adományozta. 1200 körül már önálló egyházközsége volt, 1374-ben pedig iskola működött a plébánián. A mai templom és a mellette álló csontház a 14. század első felében épült.
A vasút 1872-ben érte el a települést, miután az Északnyugati vasút elkészülte után kiépítették a Pulkau-völgyi szárnyvonalat (ezen 1988-ban szűnt meg a forgalom). A községet 1931-ben mezővárosi rangra emelték. 

## Lakosság
A zellerndorfi önkormányzat területén 2022 januárjában 2405 fő élt. A lakosságszám 1890-ben érte el a csúcspontját 4635 fővel, azóta csökkenő tendenciát mutat. 2020-ban az ittlakók 97,4%-a volt osztrák állampolgár; a külföldiek közül 0,7% a régi (2004 előtti), 1,4% az új EU-tagállamokból érkezett. 0,2% az egykori Jugoszlávia (Szlovénia és Horvátország nélkül) vagy Törökország, 0,2% egyéb országok polgára volt. 2001-ben a lakosok 94,1%-a római katolikusnak, 1% mohamedánnak, 3,4% pedig felekezeten kívülinek vallotta magát. Ugyanekkor egy magyar élt a mezővárosban; a legnagyobb nemzetiségi csoportot a németek (97%) mellett a szerbek alkották 0,5%-kal (14 fő).
A népesség változása:

| 2016 | 2 446 |
| 2018 | 2 432 |

## Látnivalók
- a zellerndorfi Szt. Fülöp és Jakab-plébániatemplom, a csontház és az 1720-ban épült barokk plébánia
- a deinzendorfi Szentháromság-plébániatemplom
- a platti Szt. Ulrik-plébániatemplom
- a watzelsdorfi Szent kereszt felemelése-plébániatemplom

## Fordítás
- Ez a szócikk részben vagy egészben  a   Zellerndorf című német Wikipédia-szócikk ezen változatának fordításán alapul.  Az eredeti cikk szerkesztőit annak laptörténete sorolja fel. Ez a jelzés csupán a megfogalmazás eredetét és a szerzői jogokat jelzi, nem szolgál a cikkben szereplő információk forrásmegjelöléseként.